# Гюнтер, Готхард
Готхард Гюнтер (нем. Gotthard Günther; 15 июня 1900, Арнсдорф, Провинция Силезия — 29 ноября 1984, Гамбург) — немецкий (прусский) философ и логик.

## Биография
С 1921 года по 1933 год Гюнтер изучает синологию и философию в Гейдельбергском и Берлинском университетах, в 1933 году защитил докторскую диссертацию по философии Гегеля под руководством Эдуарда Шпрангера. С 1935 года по 1937 год работает в научно-исследовательском институте Арнольда Гелена при Лейпцигском университете, публикует сочинение «Христианская метафизика и рок современного сознания» (нем. Christliche Metaphysik und das Schicksal des modernen Bewusstseins) совместно с Хельмутом Шельски. Гюнтер был участником Лейпцигской школы социологии.
В том же году он и его жена психолог Мария Гюнтер-Гендель эмигрировали сперва в Италию, затем в Стелленбосский университет в Южно-Африканской республике и в 1940 году в США. Он завершил его систему логики и морфограмматики. Значительное сочинение «Философская концепция неаристотелевской логики» (нем. Die philosophische Idee einer nicht-Aristotelischen Logik) было издано в 1957 году. В качестве исследователя и профессора он был принят на факультет электротехники Иллинойсского университета в Урбана-Шампейн, где работал совместно с Уорреном Мак-Каллоком, Хейнцем фон Фёрстером, Умберто Матураной и другими. В 1962 году он опубликовал книгу «Кибернетическая онтология и трансузловые операции» (англ. Cybernetic ontology and transjunctional operations). Позже он читал лекции в Гамбургском университете до смерти в 1984 году.

## Список произведений
- 1933, Основания новой теории мышления в логике Гегеля, (нем. Grundzüge einer neuen Theorie des Denkens in Hegels Logik)
- 1959, Идея и очертания неаристотелевской логики, (нем. Idee und Grundriss einer nicht-Aristotelischen Logik)
- 1976, Вклад в основание операционной диалектики, 1, (нем. Beiträge zur Grundlegung einer operationsfähigen Dialektik, 1)
- 1979, Вклад в основание операционной диалектики, 2, (нем. Beiträge zur Grundlegung einer operationsfähigen Dialektik, 2)
- 1980, Вклад в основание операционной диалектики, 3, (нем. Beiträge zur Grundlegung einer operationsfähigen Dialektik, 3)